# سمیلووتسی
سمیلووتسی (به صربی: Smilovci) یک منطقهٔ مسکونی در صربستان است که در دیمیتروگراد واقع شده‌است. سمیلووتسی ۱۶۳ نفر جمعیت دارد.